# Synagoge (Homburg)

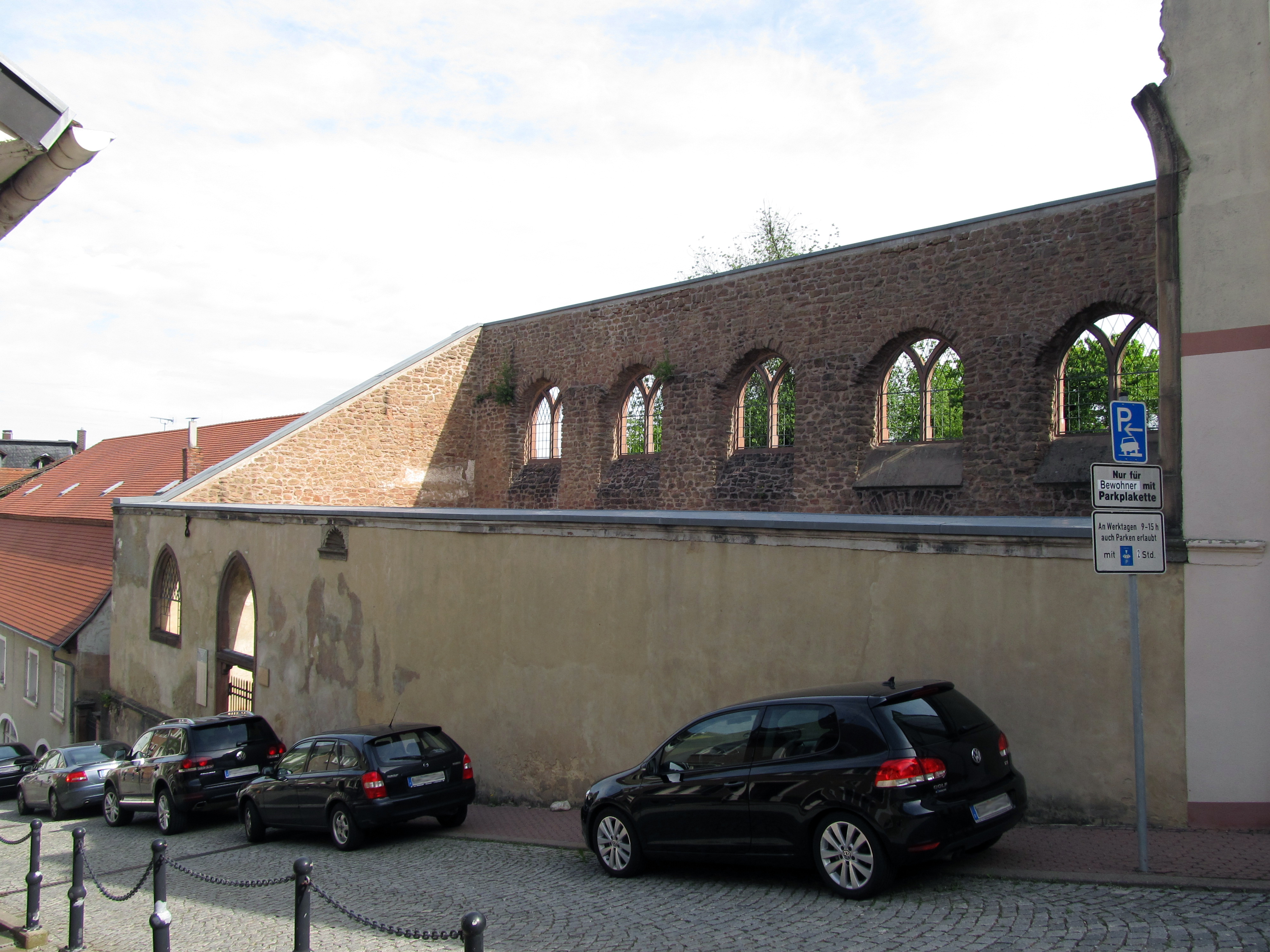
Ruine der Synagoge in Homburg

Die Synagoge in Homburg, der Kreisstadt des Saarpfalz-Kreises im Saarland, wurde 1860 in der ehemaligen Franziskanerkirche (1697 bis 1699 erbaut) eingerichtet. Erhalten ist nur noch die als Baudenkmal geschützte Ruine der Synagoge in der Klosterstraße 6.

## Geschichte
Im Jahr 1860 kaufte die Jüdische Gemeinde Homburg das Gebäude und baute es zur Synagoge um. Beim Novemberpogrom 1938 wurde es beschädigt und während des Zweiten Weltkriegs bei Fliegerangriffen zerstört. 
Im Jahr 1952 wurde das Gebäude weitestgehend abgebrochen und besteht seither nur noch als Ruine. An der Straßenseite ist die Umfassungsmauer des Erdgeschosses mit einem spitzbogigen Fenster und einem Portal mit spitzbogigem Oberlicht erhalten. Von der rückseitigen Wand stehen noch das Erdgeschoss mit zwei Fenstern und das erste Obergeschoss mit Rundbogenfenstern sowie die seitlichen Mauern.

## Gedenken
Am alten Rathaus ist eine Gedenktafel angebracht, die an die jüdische Geschichte in Homburg erinnert. 